# Hartmut Esslinger

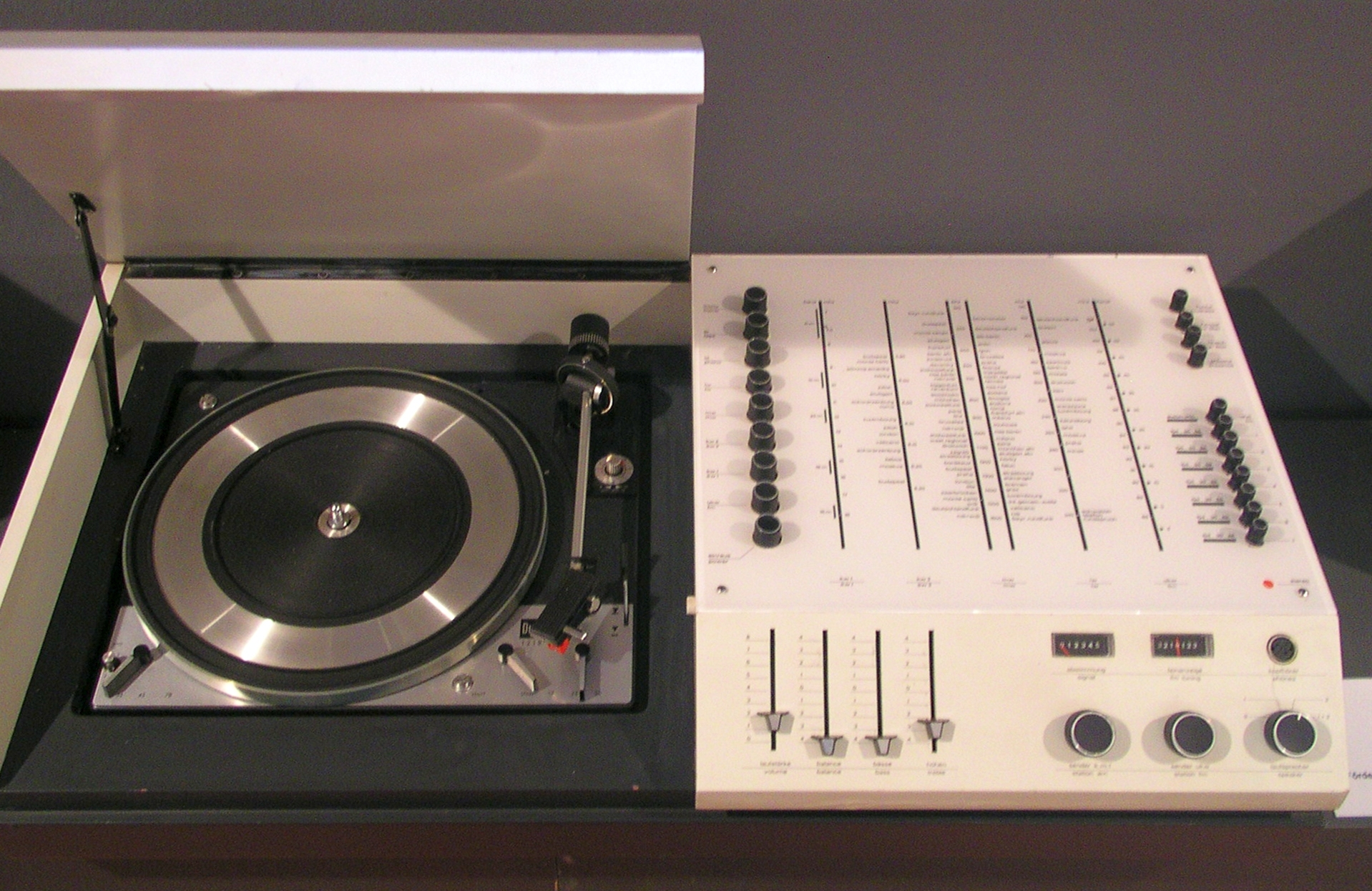
WEGA Studio 3214 (1972)

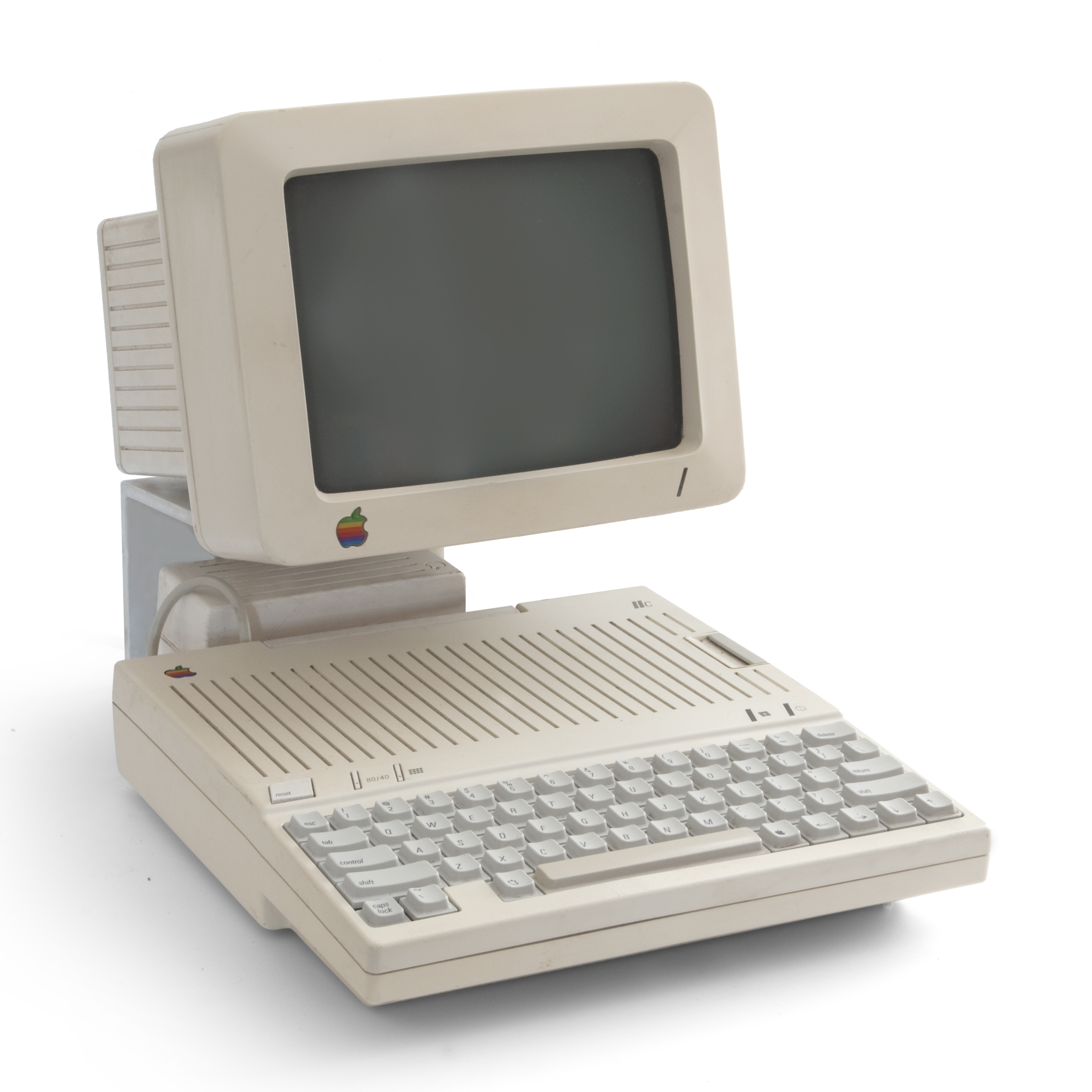
Apple IIc (1986)

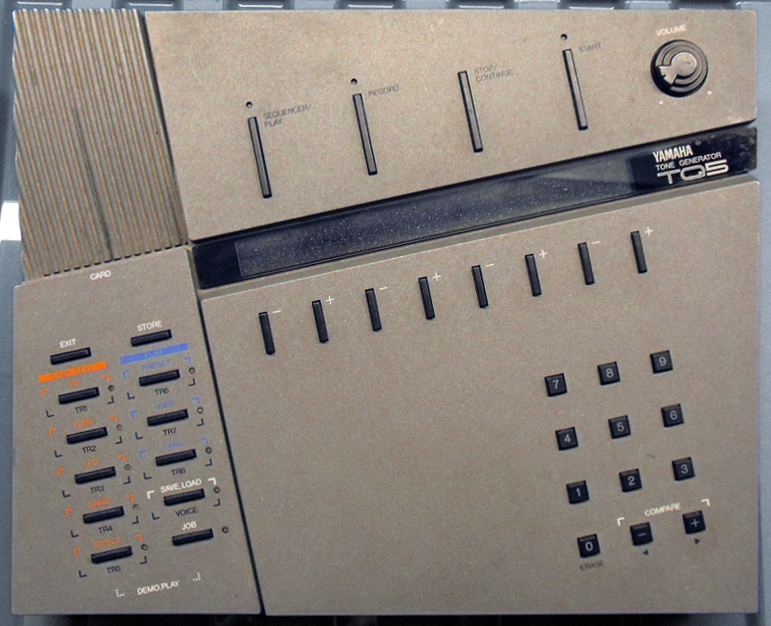
Yamaha TQ5 (1988)

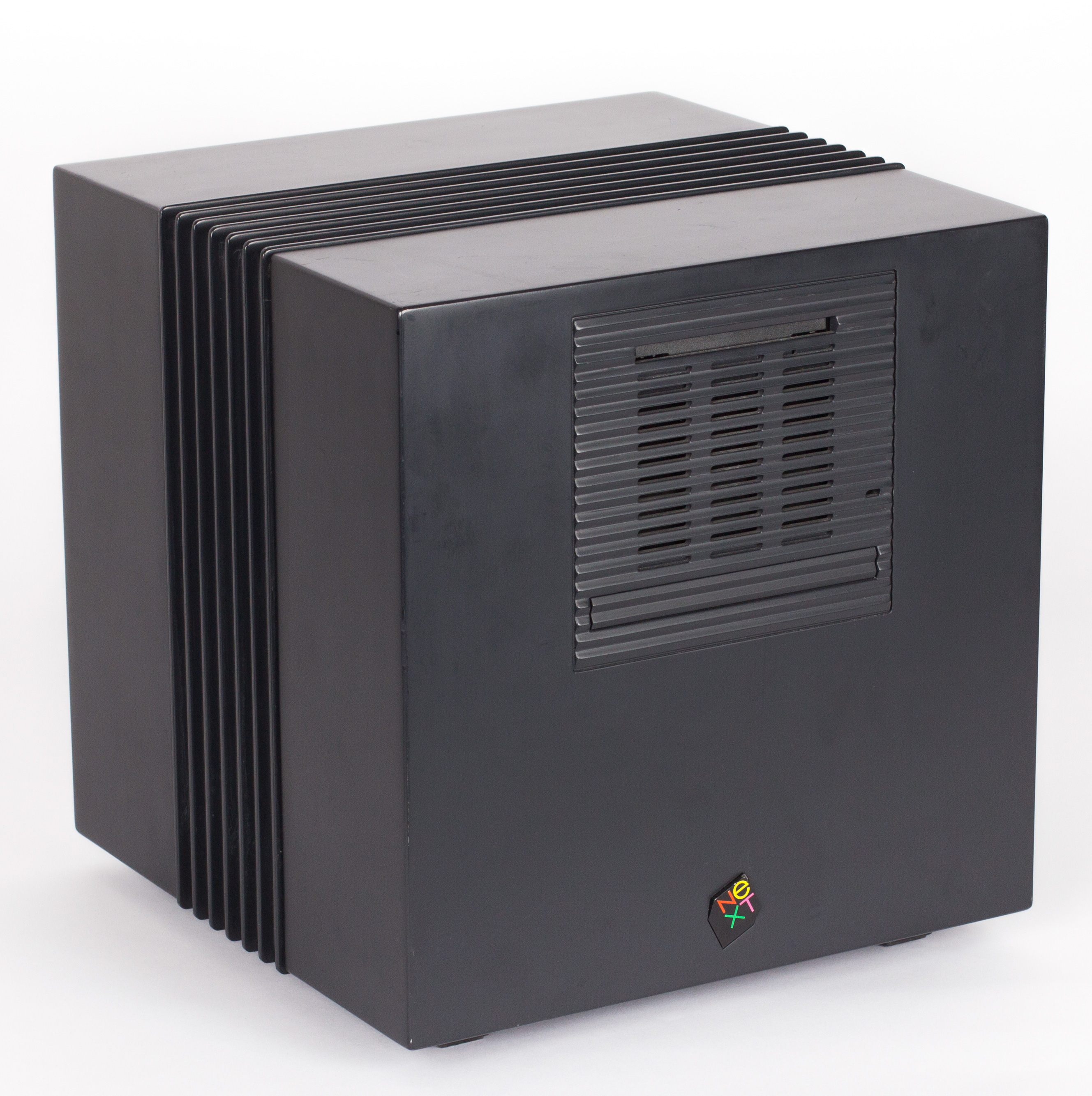
NeXTcube (1989)

Hartmut Esslinger (* 5. Juni 1944 in Beuren bei Altensteig) ist ein deutschamerikanischer Produktdesigner.

## Leben
Esslinger studierte Elektrotechnik an der Universität Stuttgart  sowie von 1966 bis 1969 Industriedesign an der Fachhochschule Schwäbisch Gmünd. Noch während des Studiums gründete er 1969 die Firma Esslinger Design in Mutlangen. 1982 wurde sie in frog design umbenannt. Er war langjähriger Geschäftsführer der frog design Europe GmbH in Herrenberg bei Stuttgart, die seit den 1970er-Jahren mit ihrem Produktdesign und Branding und in den letzten Jahren verstärkt mit dem Design von Multimedia-Anwendungen Beachtung gefunden hat (u. a. Apple Macintosh, Lufthansa, Windows XP, SAP).
Esslinger Design bekam zunächst den Auftrag zur Entwicklung einer neuen Linie von HiFi- und Fernsehgeräten für das deutsche Unternehmen Wega, das später von Sony übernommen wurde. 1971 entwarf Esslinger für den Sanitärarmaturenhersteller hansgrohe den Duschkopf Tribel, der über 15 Millionen Mal verkauft wurde. Im selben Jahr brachte Wega den Farbfernseher color 3020 auf den Markt, der wie die Kompaktanlage concept 51k von 1976, die ein Kunststoffgehäuse und auf Wunsch einen speziellen Standfuß hat, in die ständige Ausstellung des Museum of Modern Art in New York aufgenommen wurde. Zudem begann Esslinger eine Zusammenarbeit mit Kaltenbach & Voigt, die Einrichtungen und Instrumente für Zahnärzte und Dentallabore produzieren. In den Folgejahren arbeitete er u. a. für Louis Vuitton, Texas Instruments, Sony, Fissler und Kaldewei.
1980 gab es den ersten Kontakt zu Steve Jobs, dessen Unternehmen Apple lange Zeit der wichtigste Kunde war. Der Heimcomputer Apple IIc wurde mit dem Design-of-the-Year-Award des Time Magazine ausgezeichnet. Neben der erfolgreichen Macintosh-Produktlinie entstanden zahlreiche weitere Prototypen und Designstudien. In den 1980er-Jahren arbeitete Esslinger außerdem für Villeroy & Boch, Kodak, Yamaha, Sun Microsystems, NeXT, Logitech, Rosenthal und Olympus. Für Yamaha gestaltete er verschiedene Synthesizer.
1982 wurde die Firma „Esslinger Design“ in „frogdesign“ (später frog design) umbenannt. Außerdem wurde eine Außenstelle in den USA gegründet. Heute agiert frog design von Studios in Palo Alto (US-Headquarters), Austin, Mailand, New York, San Francisco, San José, Seattle, Shanghai und München aus. Esslinger wurde 1992 Gründungsmitglied der Hochschule für Gestaltung Karlsruhe und arbeitete in den 1990er-Jahren u. a. für NEC, Samsung, Acer, Dual, Lufthansa, Siemens, Disney und SAP.
In den 1990er-Jahren nahmen Hartmut Esslinger und seine Ehefrau Patricia Roller die amerikanische Staatsbürgerschaft an.
Seit 2000 zeichnete seine Firma frog design für das äußere Erscheinungsbild von Windows XP (Microsoft) verantwortlich, für Dell wurde eine Internet-Verkaufsplattform entwickelt. Für Disney Inc. betrieb die Firma Produktdesign; u. a. gestaltete man das Erscheinungsbild der Disney-Kreuzfahrtflotte.
Esslinger verkaufte 2006 seine letzten Anteile an der Firma und schied bei frog design aus; er blieb dem Unternehmen als externer Berater verbunden. Anschließend übernahm er von 2006 bis 2011 eine Professur für Industrial Design an der Universität für angewandte Kunst Wien. Seit 2008 ist er unter anderem Designer der Telefunken Licenses GmbH. Seit 2012 ist Esslinger DeTao-Master für Industriedesign an der DeTao-Akademie in Shanghai.
Esslinger war Besitzer des ehemaligen amerikanischen Amateurfußballvereins San José Frogs, (2005–2008) welcher in der USL Premier Development League spielte.

## Auszeichnungen und Preise (Auswahl)
- 2015 Livetime Achievement Award - Plus X Award
- 2013 German Design Award Personality-Auszeichnung
- 1998 Clio Award (Bronze Clio) für die Webseite frogweb
- 1996 Ehrendoktorwürde der Parsons The New School for Design[8]
- 1991 Lucky Strike Designer Award der Raymond-Loewy-Stiftung
- 1985 iF Product Design Award für Scribe-Drucker für Apple IIC-Computer
- 1985 iF Product Design Award für Apple IIC-Monitor für Personal-Computer
- IDSA Award in Gold, Silver und Bronze
- I.D. Annual Design Review Award
- I.D. Interactive Media Design Review Award
- NewMedia INVISION Award
- Red Dot Design Award
- iF Interactive Award
- Clio Award

## Weiterführende Literatur
- Hartmut Esslinger und Frogdesign. von Hartmut Esslinger und Uta Brandes, 1992 Steidl Verlag, Göttingen, ISBN 3-88243-215-2
- Frog: Form Follows Emotion (Cutting Edge S.) von Fay Sweet, 1999 Thames and Hudson Ltd., ISBN 0-500-01917-7
- Frogdesign von Hartmut Esslinger und Volker Fischer, 2000 Edition Axel Menges, ISBN 3-930698-05-6
- A Fine Line: How Design Strategies Are Shaping the Future of Business von Hartmut Esslinger, 2009 Jossey-Bass, ISBN 0-470-45102-5
- Genial Einfach - Die frühen Design-Jahre von Apple von Hartmut Esslinger, ARNOLDSCHE Art Publishers, Stuttgart, 2014, ISBN 978-3-89790-408-8